# Triviella pseudovulata
Triviella pseudovulata is een slakkensoort uit de familie van de Triviidae. De wetenschappelijke naam van de soort is voor het eerst geldig gepubliceerd in 1929 door F.A. Schilder & M. Schilder.